# Begíjar (kommunhuvudort)
Begíjar är en kommunhuvudort i Spanien.   Den ligger i provinsen Provincia de Jaén och regionen Andalusien, i den centrala delen av landet, 270 km söder om huvudstaden Madrid. Begíjar ligger 575 meter över havet och antalet invånare är 3 098.
Terrängen runt Begíjar är kuperad norrut, men söderut är den platt. Runt Begíjar är det ganska tätbefolkat, med 67 invånare per kvadratkilometer. Närmaste större samhälle är Linares de Mora, 15,3 km nordväst om Begíjar. Trakten runt Begíjar består till största delen av jordbruksmark.